# Listă de munți din Australia
Aceasta este o listă de munți din Australia grupați pe statele Australiei.

## New South Wales
- Snowy Mountains
  - Mount Jagungal
  - Mount Kosciuszko (2.228 m)
  - Mount Townshend (2.209 m)

- Abbott Peak (2.145 m)
- Alice Rawson Peak (2.160 m)
- Mount Kaputar
- Mount Keira
- Rams Head (2.190 m)
- Mount Twynam (2.195 m)
- Mount Warning (2.754 m)

## Queensland
- Daguilar Range
  - Mount Cootha
  - Mount Glorious
  - Mt Mee
  - Mount Nebo

- Moogerah Peaks
  - Mount Edwards
  - Mount French
  - Mount Greville

- McPherson Range
  - Mount Ballow (1.280m)
  - Mount Barney (1.350m)
  - Mount Ernest (960m)
  - Mount Lindesay (1.175m)
  - Mount Maroon
  - Mount May

- Main Range
  - Mount Asplenium (1.294m)
  - Bare Rock (1.170m)
  - Mount Cordeaux (1.145m)
  - Mount Huntley (1.264m)
  - Lizard Point (1.200m)
  - Mount Roberts (1.370m)
  - Sentinal Point (1.175m)
  - Spicers Peak (1.220m)
  - Mount Steamer (1.215m)
  - Mount Superbus (1.375m)
  - Wilson’s Peak
  - Mount Mitchell (1.160m)

- Lamington
  - Throakoban
  - Mount Westray
  - Lost World

- Bunya Mountains
  - Mount Kiangarow
  - Mount Mowbullan

- Glasshouse Mountains
  - Mt Beerburrum

- New England Tablelands
  - Mount Norman
  - First Pyramid
  - Second Pyramid
  - Bald Rock
  - South Bald Rock

- Central- și Nord-Queensland
  - Mount Archer
  - Mount Bartle Frere (1.622 m)
  - Mount Bellenden Ker
  - Flinders Peak
  - Mount Gravatt
  - Mount Jim Crow
  - Mount Tamborine
  - Mount Wheeler

## South Australia
- Flinders Ranges
  - Devils Peak
  - Mount Remarkable
  - St. Mary's Peak

- Gammon Ranges
  - Mount MacKinley

- MacDonnell Ranges
  - Mount Woodroofe (1.435 m)

- Mount Lofty Ranges
  - Mount Lofty

## Tasmania
- Federation Peak
- Mount Arthur
- Mount Barrow
- Ben Lomond
- Cradle Mountain
- Mount Ossa (1.617 m)
- Mount Wellington

## Victoria
- Grampians
  - Mount Difficult
  - Mount Wilson
  - Mount Zero

- Victorian Alps
  - Mount Baw Baw
  - Mount Beauty
  - Mount Bogong (1.986 m)
  - Mount Buggery
  - Mount Buller
  - Mount Hotham
  - Mount Howitt
  - Mount Speculation

## Western Australia
- - Mount Meharry (1.253 m)